# Daniel (Aleksandrow)
Daniel, imię świeckie Dmitrij Borysowicz Aleksandrow (ur. 15 września 1930 w Odessie, zm. 26 kwietnia 2010 w Erie) – biskup Rosyjskiego Kościoła Prawosławnego poza granicami Rosji.

## Życiorys
Urodził się w rodzinie wojskowego, który w 1938 został rozstrzelany w ramach wielkiej czystki. W 1944 zdołał razem z matką uciec do Rumunii, a następnie do Austrii. Początkowo przebywali w obozie dla przesiedleńców w Feldkirchen, następnie zamieszkali w Genewie i wyemigrowali do Stanów Zjednoczonych. Ukończył seminarium duchowne przy monasterze Trójcy Świętej w Jordanville. 1 sierpnia 1965 przyjął święcenia diakońskie, w tym samym roku również kapłańskie.
W latach 1973–1974 prowadził pracę misyjną wśród emigrantów–staroobrzędowców w Sydney. W 1979 za swoją działalność otrzymał godność protojereja. Pracę wśród staroobrzędowców kontynuował również w Stanach Zjednoczonych, zakładając w Pensylwanii parafię rytu staroobrzędowego w jurysdykcji Rosyjskiego Kościoła Prawosławnego poza granicami Rosji.
W 1988 złożył wieczyste śluby zakonne, przyjmując imię Daniel. W tym samym roku, 14 sierpnia, został wikariuszem eparchii wschodnioamerykańskiej i nowojorskiej z tytułem biskupa Erie. Równocześnie był nadal odpowiedzialny za opiekę duszpasterską nad wspólnotami rytu staroobrzędowego należącymi do Kościoła (jednowiercy). Pracę duszpasterską łączył z działalnością artystyczną jako twórca ikon i ikonostasów, które wykonywał dla cerkwi Rosyjskiego Kościoła Prawosławnego poza granicami Rosji w USA i Europie zachodniej. Należał do Synodalnego Komitetu ds. Architektury w tymże Kościele oraz do stowarzyszenia Ikona. Publikował również na temat staroruskiej liturgiki i muzyki cerkiewnej.